# Clistoabdominalis exallus
Clistoabdominalis exallus är en tvåvingeart som beskrevs av Skevington 2001. Clistoabdominalis exallus ingår i släktet Clistoabdominalis och familjen ögonflugor. Inga underarter finns listade i Catalogue of Life.